# Toxodera integrifolia
Toxodera integrifolia är en bönsyrseart som beskrevs av Werner 1925. Toxodera integrifolia ingår i släktet Toxodera och familjen Toxoderidae. Inga underarter finns listade i Catalogue of Life.